# Roberto Fia
Roberto Fia (Roma, 1943) è un cantante e compositore italiano.

## Biografia
Appena ventenne firma un contratto con la Parade, casa discografica di Vincenzo Micocci. Nel 1966 incide il suo primo disco, Django, canzone-tema del film western omonimo diretto da Sergio Corbucci. Le musiche sono di Luis Bacalov. Sia il film sia la canzone conosceranno un grande successo. 
Tra la fine degli anni sessanta e l'inizio degli anni settanta incide altre canzoni e partecipa a trasmissioni Rai come Settevoci e a concorsi canori come il Cantagiro e il Cantastampa. Dopo un tour in Giappone con Milva decide di dedicarsi esclusivamente alla composizione musicale. Alla fine degli anni settanta entra nella RCA Italiana, celebre casa discografica, come direttore del Cenacolo, sezione dedicata alla ricerca dei nuovi talenti. Al contempo si dedica anche al coadiuvare la rinascita di artisti già affermati quali Renato Carosone, Piero Ciampi, Amedeo Minghi, Ivana Spagna. 
Ha scritto le musiche per numerose canzoni in collaborazione con parolieri come Franco Migliacci e Pasquale Panella. Tra gli artisti che hanno cantato le sue canzoni citiamo almeno Mina (cantante) (Amornero, Mio di chi?), Gianni Morandi (Uno su mille), Massimo Ranieri (L'amore che...), Patty Pravo (Dimensione), Rita Pavone (Ti perdo e non vorrei), Teddy Reno (Se questo non è amore), Bruno Lauzi (La verità è che ti amo), I Cugini di Campagna (Vita della mia vita), Anastasia Zannis (Ogni amore che ho amato). 
Negli ultimi anni compone soprattutto colonne sonore teatrali, collaborando con registi come Maurizio Panici, Giuseppe Di Pasquale, Pino Quartullo, Roberto Ciufoli, Patrik Rossi Gastaldi. È sua la colonna sonora per lo spettacolo Luci della Ribalta, tratto dal capolavoro di Charlie Chaplin, che ha debuttato nel 2016.  Nel 2023, dopo una lunga pausa, torna a incidere come cantante proponendo tra gli altri un testo di Pasquale Panella e uno di Piero Ciampi. 

## Discografia parziale (come cantante)
- Django (Parade, 1966)
- Finirà / Il sole non tramonterà (Parade, 1967)
- Basta l'amore / Stai sbagliando ragazzina (Decca, 1969)
- La verità è che ti amo (Ariston, 1971)
- Ci lasceremo (2023)
- Chi ho visto (2024)